# زانکت روپرشت، فالکندورف
زانکت روپرشت (به آلمانی: Sankt Ruprecht-Falkendorf) یک منطقهٔ مسکونی در اتریش است که در مورو واقع شده‌است. زانکت روپرشت ۱۷٫۶۴ کیلومتر مربع مساحت دارد ۹۰۰ متر بالاتر از سطح دریا واقع شده‌است.